# Cyclostremiscus trilix
Cyclostremiscus trilix is een slakkensoort uit de familie van de Tornidae. De wetenschappelijke naam van de soort is voor het eerst geldig gepubliceerd in 1885 door Bush.